# Susie Corrock
Susan Ada Corrock detta Susie (Seattle, 30 novembre 1951) è un'ex sciatrice alpina statunitense, vincitrice della medaglia di bronzo nella discesa libera agli XI Giochi olimpici invernali di Sapporo 1972.

## Biografia
Sciatrice polivalente originaria di Ketchum e sorella di Anne e Ken, a loro volta sciatori alpini, Susan Corrock in Coppa del Mondo esordì il 28 febbraio 1969 a Squaw Valley in slalom speciale, senza completare la prova, ottenne il primo piazzamento a punti il 13 gennaio 1970 a Badgastein nella medesima specialità (8ª) e il miglior risultato il 14 marzo 1971 a Sestriere ancora in slalom speciale (5ª). L'anno dopo partecipò agli XI Giochi olimpici invernali di Sapporo 1972, sua unica presenza olimpica, vincendo la medaglia di bronzo nella discesa libera ( valida anche ai fini dei Mondiali 1972) preceduta dalla svizzera Marie-Theres Nadig e dall'austriaca Annemarie Moser-Pröll; si classificò inoltre 9ª nello slalom speciale.
In Coppa del Mondo bissò il suo miglior piazzamento il 26 febbraio 1972 a Crystal Mountain in discesa libera (5ª), ottenne gli ultimi punti il 2 febbraio 1973 a Schruns in slalom speciale (10ª), l'ultimo piazzamento il 2 marzo seguente a Mont-Sainte-Anne in slalom gigante (38ª) e prese per l'ultima volta il via due giorni dopo nella medesima località in slalom speciale, senza completare la prova; si ritirò al termine di quella stessa stagione 1972-1973 e in seguito partecipò al circuito professionistico nordamericano (Pro Tour) fino al 1975.

## Palmarès

### Olimpiadi
- 1 medaglia, valida anche ai fini dei Mondiali:
  - 1 bronzo (discesa libera a Sapporo 1972)

### Coppa del Mondo
- Miglior piazzamento in classifica generale: 19ª nel 1972

### Campionati statunitensi
- - 2 ori (slalom gigante[1][6][7] nel 1970; combinata[8] nel 1973)

### Campionati statunitensi juniores
- - 2 ori (slalom gigante, slalom speciale nel 1970)[6]

## Riconoscimenti
- U.S. National Ski Hall of Fame (1976)[1]